# On the Third Day
On the Third Day (englisch für: „Am dritten Tag“) ist das dritte Studioalbum der britischen Band Electric Light Orchestra (ELO). Es war das erste Album, bei dem das The des Bandnamens wegfiel.

## Hintergrund
On the Third Day konnte in Großbritannien die Charts nicht erreichen, wurde allerdings in den USA auf Platz 52 gelistet.
Für das Cover des Albums wurde ursprünglich ein Foto von Jeff Lynne verwendet. Die US-Version bildete dann jedoch ein Gruppenbild des gesamten Ensembles in schwarzweiß ab: Zu sehen sind dort Mike de Albuquerque, Richard Tandy, Mik Kaminski, Jeff Lynne, Mike Edwards, Bev Bevan und Hugh McDowall.

## Titelliste
Seite A
1. Ocean Breakup, King Of The Universe (Jeff Lynne) – 4:05
2. Bluebird Is Dead (Jeff Lynne) – 4:24
3. Oh No Not Susan (Jeff Lynne) – 2:52
4. New World Rising, Ocean Breakup Reprise (Jeff Lynne) – 4:40

Seite B
1. Daybreaker (Jeff Lynne) – 3:50
2. Ma-Ma-Ma Belle (Jeff Lynne) – 3:52
3. Dreaming of 4000 (Jeff Lynne) – 5:00
4. In the Hall of the Mountain King (Jeff Lynne) – 6:35